# Collegio elettorale di Altamura (Camera dei deputati)
Il collegio di Altamura fu un collegio elettorale uninominale della Repubblica Italiana per l'elezione della Camera dei deputati. Apparteneva alla circoscrizione Puglia e fu utilizzato per eleggere un deputato nella XII, XIII e XIV legislatura.

## Storia
Venne istituito nel 1993 con la cosiddetta Legge Mattarella (Legge n. 277, Nuove norme per l'elezione della Camera dei deputati), attuata in seguito al referendum abrogativo del 1993. La legge istituì per la Camera dei deputati e per il Senato della Repubblica un sistema di elezione misto, in parte maggioritario e in parte proporzionale. Il 75% dei parlamentari dell'assemblea veniva eletto in collegi uninominali tramite sistema maggioritario a turno unico; il restante 25% alla Camera veniva eletto tramite sistema proporzionale con liste bloccate.
Il collegio venne abolito insieme a tutti gli altri che costituivano la Camera con la promulgazione della legge elettorale successiva, la cosiddetta Legge Calderoli. Questa prevedeva un sistema proporzionale con premio di maggioranza, che alla Camera veniva attribuito a livello nazionale.

## Territorio
Il collegio di Altamura era uno dei 34 collegi uninominali in cui era suddivisa la Puglia e, come previsto dal D.Lgs. del 20 dicembre 1993 n. 536, era interamente compreso nella provincia di Bari e comprendeva i seguenti comuni: Altamura, Gravina in Puglia, Poggiorsini e Santeramo in Colle.

## Eletti
| Elezione | Elezione | Deputato          | Partito                  |
| -------- | -------- | ----------------- | ------------------------ |
|          | 1994     | Fabio Perinei     | Progressisti (PDS)       |
|          | 1996     | Giovanni Divella  | Polo per le Libertà (FI) |
|          | 2001     | Donato Piglionica | L'Ulivo (DS)             |

## Dati elettorali

### XII legislatura

#### Risultati proporzionale
| Coalizioni        | Coalizioni                | Liste                                 | Liste                              | Voti   | %     |
| ----------------- | ------------------------- | ------------------------------------- | ---------------------------------- | ------ | ----- |
|                   | Progressisti              |                                       | Partito Democratico della Sinistra | 19.277 | 28,30 |
|                   | Progressisti              | Rifondazione Comunista                | 6.214                              | 9,12   |       |
|                   | Progressisti              | Federazione dei Verdi                 | 2.726                              | 4,00   |       |
|                   | Progressisti              | Partito Socialista Italiano           | 1.856                              | 2,72   |       |
|                   | Progressisti              | Movimento per la Democrazia - La Rete | 675                                | 0,99   |       |
|                   | Progressisti              | Alleanza Democratica                  | 604                                | 0,89   |       |
| Totale coalizione | Totale coalizione         | 31.352                                | 46,02                              |        |       |
|                   | Polo del Buon Governo     |                                       | Alleanza Nazionale                 | 16.271 | 23,88 |
|                   | Patto per l'Italia        |                                       | Partito Popolare Italiano          | 9.145  | 13,42 |
|                   | Patto per l'Italia        | Patto Segni                           | 4.858                              | 7,13   |       |
| Totale coalizione | Totale coalizione         | 14.003                                | 20,55                              |        |       |
|                   | Programma Italia          | Programma Italia                      | Programma Italia                   | 2.346  | 3,44  |
|                   | Lista Pannella            | Lista Pannella                        | Lista Pannella                     | 2.277  | 3,34  |
|                   | Socialdemocrazia          | Socialdemocrazia                      | Socialdemocrazia                   | 720    | 1,06  |
|                   | Lega d'Azione Meridionale | Lega d'Azione Meridionale             | Lega d'Azione Meridionale          | 292    | 0,43  |
|                   | Alleanza Popolare         | Alleanza Popolare                     | Alleanza Popolare                  | 267    | 0,39  |
|                   | Solidarietà e Progresso   | Solidarietà e Progresso               | Solidarietà e Progresso            | 156    | 0,23  |
|                   | Unione Popolare           | Unione Popolare                       | Unione Popolare                    | 135    | 0,20  |
|                   | Democrazia e Solidarietà  | Democrazia e Solidarietà              | Democrazia e Solidarietà           | 105    | 0,15  |
|                   | Utopia                    | Utopia                                | Utopia                             | 78     | 0,11  |
|                   | Alleanza di Programma     | Alleanza di Programma                 | Alleanza di Programma              | 74     | 0,11  |
|                   | Rinascita Salentina       | Rinascita Salentina                   | Rinascita Salentina                | 49     | 0,07  |
| Totale            | Totale                    | Totale                                | Totale                             | 68.125 |       |

#### Risultati uninominale
|                               | Fabio Perinei ✔️ Eletto      | Progressisti                                      | 32 165 | 45,52 |  |  |  |  |  |
|                               | Luigi Nicola Donato Viscanti | Polo del Buon Governo (FI - AN - CCD - UDC - PLD) | 26 213 | 37,10 |  |  |  |  |  |
|                               | Giuseppe Giove               | Patto per l'Italia                                | 12 279 | 17,38 |  |  |  |  |  |
| Totale                        | Totale                       | Totale                                            | 70 657 | 100   |  |  |  |  |  |
|                               |                              |                                                   |        |       |  |  |  |  |  |
| Fonte: Ministero dell'interno |                              |                                                   |        |       |  |  |  |  |  |

### XIII legislatura

#### Risultati proporzionale
| Coalizioni        | Coalizioni                         | Liste                                     | Liste                              | Voti   | %     |
| ----------------- | ---------------------------------- | ----------------------------------------- | ---------------------------------- | ------ | ----- |
|                   | Polo per le Libertà                |                                           | Forza Italia                       | 17.497 | 26,16 |
|                   | Polo per le Libertà                | Alleanza Nazionale                        | 10.111                             | 15,12  |       |
|                   | Polo per le Libertà                | CCD-CDU                                   | 5.306                              | 7,93   |       |
| Totale coalizione | Totale coalizione                  | 32.914                                    | 49,21                              |        |       |
|                   | L'Ulivo                            |                                           | Partito Democratico della Sinistra | 18.439 | 27,57 |
|                   | L'Ulivo                            | Popolari per Prodi (PPI-SVP-PRI-UD-Prodi) | 2.953                              | 4,42   |       |
|                   | L'Ulivo                            | Rinnovamento Italiano                     | 2.187                              | 3,27   |       |
|                   | L'Ulivo                            | Federazione dei Verdi                     | 981                                | 1,47   |       |
| Totale coalizione | Totale coalizione                  | 24.560                                    | 36,73                              |        |       |
|                   | Progressisti                       |                                           | Rifondazione Comunista             | 5.376  | 8,04  |
|                   | Movimento Sociale Fiamma Tricolore | Movimento Sociale Fiamma Tricolore        | Movimento Sociale Fiamma Tricolore | 1.063  | 1,59  |
|                   | Lista Pannella - Sgarbi            | Lista Pannella - Sgarbi                   | Lista Pannella - Sgarbi            | 820    | 1,23  |
|                   | Partito Socialista                 | Partito Socialista                        | Partito Socialista                 | 611    | 0,91  |
|                   | Ambientalisti                      | Ambientalisti                             | Ambientalisti                      | 608    | 0,91  |
|                   | Gruppo Indipendente Libertà        | Gruppo Indipendente Libertà               | Gruppo Indipendente Libertà        | 482    | 0,72  |
|                   | Mani Pulite                        | Mani Pulite                               | Mani Pulite                        | 234    | 0,35  |
|                   | Lega d'Azione Meridionale          | Lega d'Azione Meridionale                 | Lega d'Azione Meridionale          | 206    | 0,31  |
| Totale            | Totale                             | Totale                                    | Totale                             | 66.874 |       |

#### Risultati uninominale
|                               | Giovanni Divella ✔️ Eletto | Polo per le Libertà | 32 989 | 48,70 |  |  |  |  |  |
|                               | Fabio Perinei              | L'Ulivo             | 32 942 | 48,63 |  |  |  |  |  |
|                               | Lorenzo Papangelo          | Ambientalisti       | 1 813  | 2,68  |  |  |  |  |  |
| Totale                        | Totale                     | Totale              | 67 744 | 100   |  |  |  |  |  |
|                               |                            |                     |        |       |  |  |  |  |  |
| Fonte: Ministero dell'interno |                            |                     |        |       |  |  |  |  |  |

### XIV legislatura

#### Risultati proporzionale
| Coalizioni        | Coalizioni                | Liste                     | Liste                                 | Voti   | %     |
| ----------------- | ------------------------- | ------------------------- | ------------------------------------- | ------ | ----- |
|                   | Casa delle Libertà        |                           | Forza Italia                          | 21.126 | 28,20 |
|                   | Casa delle Libertà        | Alleanza Nazionale        | 7.984                                 | 10,66  |       |
|                   | Casa delle Libertà        | CCD-CDU                   | 3.549                                 | 4,74   |       |
|                   | Casa delle Libertà        | Nuovo PSI                 | 681                                   | 0,91   |       |
| Totale coalizione | Totale coalizione         | 33.340                    | 44,51                                 |        |       |
|                   | L'Ulivo                   |                           | La Margherita (Dem - PPI - RI- UDEUR) | 14.851 | 19,82 |
|                   | L'Ulivo                   | Democratici di Sinistra   | 12.409                                | 16,56  |       |
|                   | L'Ulivo                   | Il Girasole (FdV - SDI)   | 1.411                                 | 1,88   |       |
|                   | L'Ulivo                   | Comunisti Italiani        | 1.092                                 | 1,46   |       |
| Totale coalizione | Totale coalizione         | 29.763                    | 39,72                                 |        |       |
|                   | Rifondazione Comunista    | Rifondazione Comunista    | Rifondazione Comunista                | 3.413  | 4,56  |
|                   | Democrazia Europea        | Democrazia Europea        | Democrazia Europea                    | 3.377  | 4,51  |
|                   | Lista Di Pietro           | Lista Di Pietro           | Lista Di Pietro                       | 3.093  | 4,13  |
|                   | Fiamma Tricolore          | Fiamma Tricolore          | Fiamma Tricolore                      | 921    | 1,23  |
|                   | Lista Pannella - Bonino   | Lista Pannella - Bonino   | Lista Pannella - Bonino               | 793    | 1,06  |
|                   | Lega d'Azione Meridionale | Lega d'Azione Meridionale | Lega d'Azione Meridionale             | 113    | 0,15  |
|                   | Paese Nuovo               | Paese Nuovo               | Paese Nuovo                           | 85     | 0,11  |
|                   | Abolizione scorporo       | Abolizione scorporo       | Abolizione scorporo                   | 30     | 0,04  |
| Totale            | Totale                    | Totale                    | Totale                                | 74.928 |       |

#### Risultati uninominale
|                               | Donato Piglionica ✔️ Eletto | L'Ulivo            | 35 461 | 46,29 |  |  |  |  |  |
|                               | Girolamo Pugliese           | Casa delle Libertà | 26 552 | 34,66 |  |  |  |  |  |
|                               | Pietro Dibattista           | Democrazia Europea | 12 171 | 15,89 |  |  |  |  |  |
|                               | Francesco Labarile          | Lista Di Pietro    | 2 421  | 3,16  |  |  |  |  |  |
| Totale                        | Totale                      | Totale             | 76 605 | 100   |  |  |  |  |  |
|                               |                             |                    |        |       |  |  |  |  |  |
| Fonte: Ministero dell'interno |                             |                    |        |       |  |  |  |  |  |